# Sedlice (Praskačka)

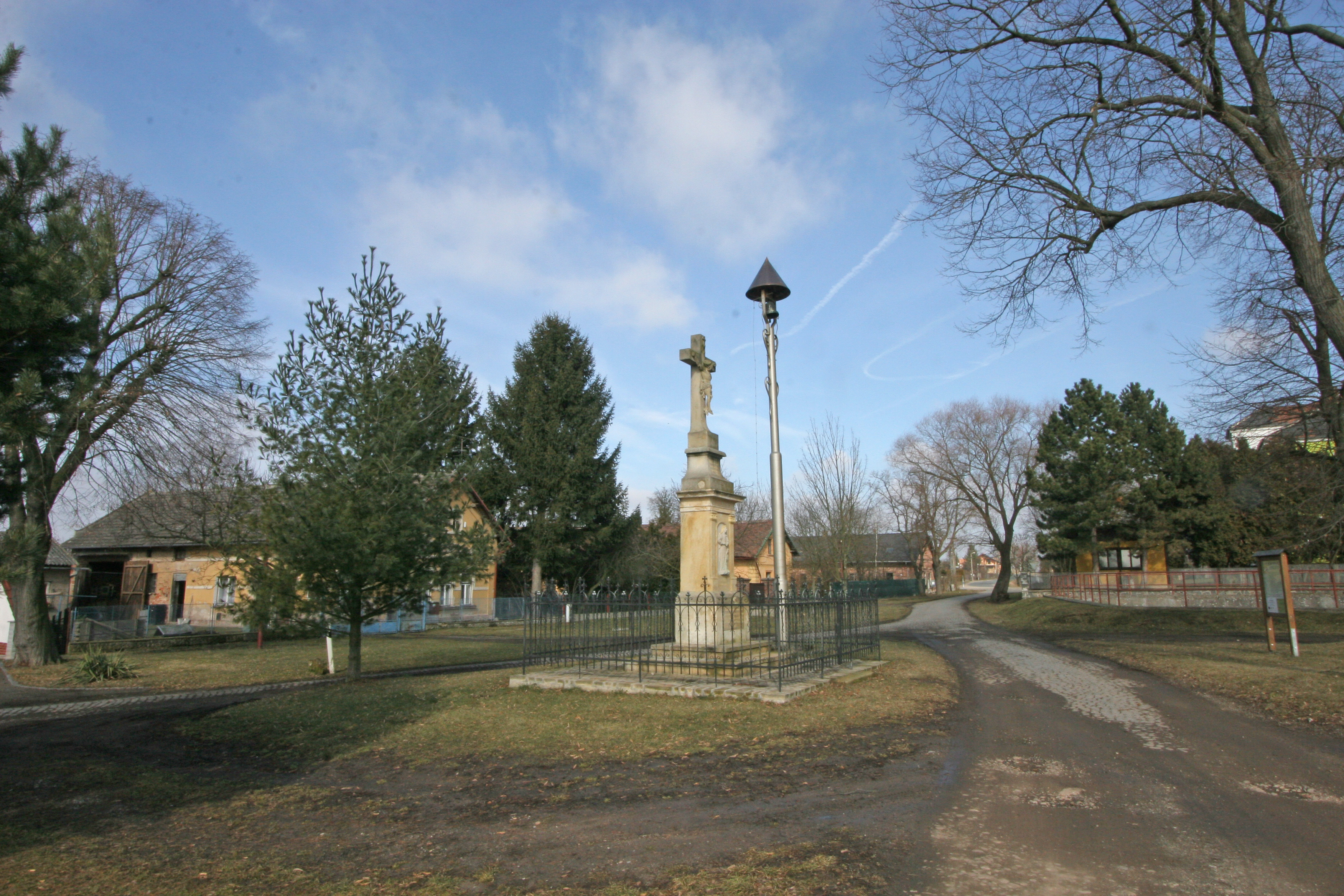
Dorfglocke und Kreuz auf dem Dorfplatz

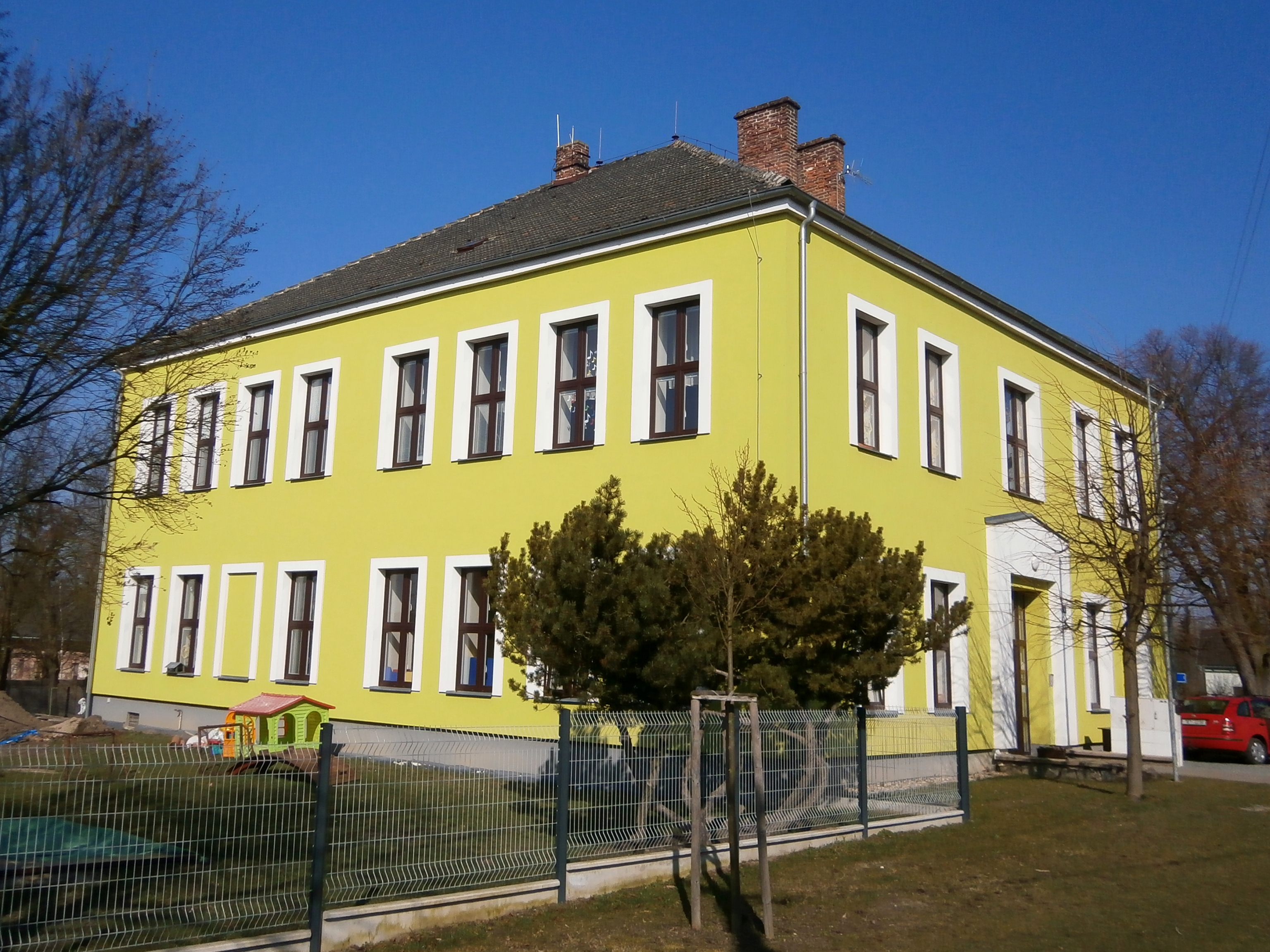
Schule

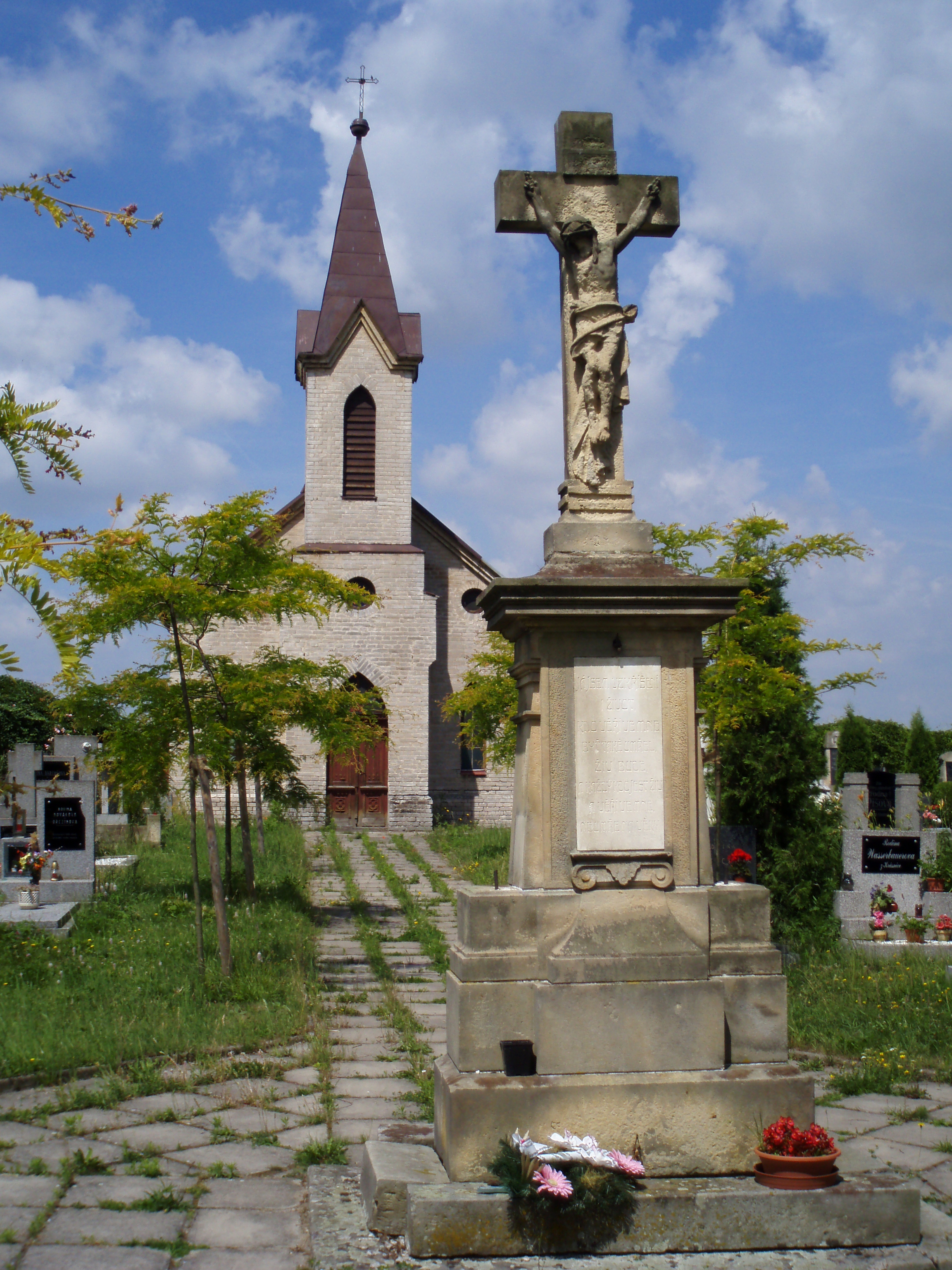
Friedhofskapelle

Sedlice (deutsch Sedletz, 1939–45 Sedlitz) ist ein Ortsteil der Gemeinde Praskačka im Okres Hradec Králové in Tschechien. Er liegt 10 Kilometer südwestlich des Stadtzentrums von Hradec Králové.

## Geographie
Sedlice befindet sich in der Východolabská tabule (Tafelland an der östlichen Elbe). Das Dorf liegt auf einer Anhöhe über der Einmündung des Baches Čertůvka in die Ždánická stoka. Westlich erhebt sich der Vrchy (Sedlitz, 251 m n.m.), westlich die Skupice (Malhaus, 248 m n.m.). In einem knappen Kilometer Einfernung wird das Dorf im Osten und Süden von der Dálnice 11/E 67 umfahren, östlich von Sedlice befindet sich der Abzweig der Dálnice 35.
Nachbarorte sind Urbanice und Praskačka im Norden, Březhrad im Nordosten, Libišany im  Osten, Čeperka   im Südosten, Podůlšany und Krásnice im Süden, Plch, Rohoznice und Žižkovec im Südwesten, Polizy und Trávník im Westen sowie Hubenice und  Lhota pod Libčany im Nordwesten.

## Geschichte
Sedlice gehörte wahrscheinlich zu den Besitzungen des Klosters Opatowitz. Nachdem das Kloster 1421 von den Hussiten unter Diviš Bořek von Miletínek und Aleš von Riesenburg geplündert und niedergebrannt worden war, teilten Diviš Bořek und die Stadt Hradec Králové die ausgedehnten Besitzungen unter sich auf. In der Mitte des 15. Jahrhunderts erwarb Georg von Podiebrad das Dorf.
Die erste schriftliche Erwähnung von Sedlc erfolgte am 5. April 1465, als Georg von Podiebrad die Herrschaft Pardubitz einschließlich zahlreicher ehemaliger Klosterdörfer seinen Söhnen Viktorin, Heinrich und Hynek von Münsterberg überschrieb. 1472 fiel die Herrschaft Pardubitz Heinrich von Münsterberg zu, er verkaufte das Dorf an die Stadt Königgrätz. Wegen der Beteiligung der Stadt am böhmischen Ständeaufstand konfiszierte Kaiser Ferdinand I. 1547 sämtliche Königgrätzer Stadtgüter und verkaufte die meisten der eingezogenen Dörfer, darunter auch Sedlec an Johann von Pernstein. Von dessen Sohn Jaroslav kaufte die Stadt das Dorf zurück, veräußerte es jedoch binnen kurzer Zeit an den königlichen Richter der Stadt, Jindřich Nejedlý von Vysoká, der es seinem Gut Liebtschan zuschlug. Im Jahre 1615 wurde das Dorf als Sedlice erwähnt. Zum Ende des 17. Jahrhunderts erwarben die Herren Straka von Nedabylic Liebtschan. Johann Peter Straka von Nedabylic (1645–1720) verfügte in seinem 1710 niedergelegten Testament die Errichtung der Straka-Stiftung zur Errichtung einer adeligen Ritterakademie für junge verarmte Adelige, in das seine Güter Liebtschan, Okrauhlitz und Ober Weckelsdorf einflossen. Aus dem Jahre 1790 ist die Namensform Sedlicz überliefert.
Im Jahre 1835 bestand das im Königgrätzer Kreis gelegene Dorf Sedletz bzw. Sedlec aus 27 Häusern, in denen 147 Personen lebten. Im Ort gab es ein Wirtshaus und eine emphyteutische Windmühle. Pfarrort war Wositz. Bis zur Mitte des 19. Jahrhunderts blieb Sedletz dem Stiftungsgut Liebtschan untertänig.
Nach der Aufhebung der Patrimonialherrschaften bildete Sedlice ab 1849 eine Gemeinde im Gerichtsbezirk Königgrätz. Ab 1868 gehörte die Gemeinde zum Bezirk Königgrätz. Im Jahre 1886 erfolgte der Verkauf des Großgrundbesitzes an Johann Nepomuk von Harrach. 1949 wurde Sedlice dem Okres Hradec Králové-okolí zugeordnet; dieser wurde im Zuge der Gebietsreform von 1960 aufgehoben, seitdem gehört das Dorf zum Okres Hradec Králové. Im Jahre 1964 wurden Krásnice und Žižkovec eingemeindet, seit 1976 gehört Sedlice als Ortsteil zu Praskačka. Am 3. März 1991 hatte der Ort 250 Einwohner; beim Zensus von 2001 lebten in den 67 Wohnhäusern von Sedlice 231 Personen.

## Ortsgliederung
Der Ortsteil Sedlice bildet den Katastralbezirk Sedlice u Hradce Králové.

## Sehenswürdigkeiten
- Neugotische Kapelle auf dem Friedhof, südlich des Dorfes an der Straße nach Krásnice[4]
- Gedenkstein an die Gründung der Tschechoslowakei; die Sandsteinfigur eines liegenden Löwen auf hohem Sockel wurde von einem Künstler aus Hradec Králové geschaffen
- Zichoriendarre
- Dorfglocke und Kreuz auf dem Dorfplatz